# Tyron Zeuge
Tyron Zeuge est un boxeur allemand né le 12 mai 1992 à Berlin.

## Carrière
Passé professionnel en 2012, il devient champion du monde des poids super-moyens WBA en battant Giovanni De Carolis par KO au 12e round. Ce titre est décerné après le  contrôlé positif aux stéroïdes de son compatriote Felix Sturm, alors super champion WBA, à l'issue de son combat victorieux face au russe Fedor Chudinov.
Zeuge conserve son titre le 25 mars 2017 en battant aux points à l'issue du 5e round (à la suite d'un choc de têtes) Isaac Ekpo. Le 27 mai 2017, la WBA décerne le titre de super champion à George Groves après sa victoire en 6 rounds contre Chudinov, rétrogradant de fait Zeuge au statut de champion régulier.
Le samedi 14 juillet 2018, l'Anglais Rocky Fielding crée la surprise en lui prenant le titre de champion WBA régulier des super-moyens par jet de l'éponge au cinquième round,.